# Trois Étés
Ne doit pas être confondu avec Three Summers (film, 1992) ou Three Summers (film, 2017).
Pour plus de détails, voir Fiche technique et Distribution.
Trois Étés (Três Verões) est un film brésilien réalisé par Sandra Kogut, sorti en 2019.

## Synopsis
Étés 2015, 2016 et 2017 : à Noël, Mada, la majordome d'une riche famille qui s'occupe de tout dans la maison, organise une réception tout en tentant de créer un petit commerce pour elle. Mais lorsque ses patrons cessent brutalement de venir et que les salaires ne sont plus payés, elle va devoir changer beaucoup de choses et trouver, pour elle et le personnel, de nouveaux moyens de subsistance.

## Fiche technique
- Titre original : Três Verões
- Titre français : Trois Étés
- Réalisation : Sandra Kogut
- Pays d'origine :  Brésil
- Langue originale : portugais
- Durée : 94 minutes
- Dates de sortie :
  - Canada : 5 septembre 2019
  - France : 11 mars 2020

## Distribution
- Regina Casé : Mada
- Rogério Fróes : M. Lira
- Otávio Müller : Edgar Lira